# كيلي تود
كيلي تود (31 يوليو 1982 بأوكلاند في نيوزيلندا - ) (بالإنجليزية: Keeley Todd)‏ هو لاعب كريكت نيوزلندي. لعب مع فريق أوكلاند للكريكت ‏.